# Le Prix de la lâcheté
Le Prix de la lâcheté (The Yellow Badge of Cowardge) est le vingt-deuxième et dernier épisode de la vingt-cinquième saison de la série télévisée Les Simpson et le 552e épisode de la série. Il est sorti en première sur le réseau Fox le 18 mai 2014.

## Synopsis
C'est le dernier jour de l'année scolaire et pour cette occasion, l'école organise de nombreuses épreuves sportives, dont celle de course à pied. Milhouse informe Bart qu'il s'est entraîné toute l'année pour devenir le meilleur coureur et remporter le premier prix, ce qu'il espère changera complètement la manière dont les autres élèves le regarderont. Mais il se trouve que les brutes de l'école organisent des paris sur les vainqueurs de la course et Milhouse est bon dernier sur le tableau. Martin ayant entendu le secret de ce dernier, il décide de parier tout son argent sur lui.
Quand la course est lancée, Milhouse prend la tête à la surprise générale, et les brutes, ayant peur de perdre leurs gains, chargent Nelson de le coincer à la lisière de la forêt et de le tabasser. Bart assiste à la scène et n'ose pas venir en aide à son meilleur ami. Il arrive premier et est heureux de monter sur le podium, mais ne peut s'empêcher de se sentir coupable. Il fait des cauchemars et ne sait pas s'il doit raconter ce qui s'est réellement passé et renoncer à son titre.
Pendant ce temps, Homer apprend qu'il n'y aura pas de feu d'artifice pour le 4 juillet, fête de l'indépendance, à cause de restrictions budgétaires et décide de l'organiser lui-même, se souvenant d'un artificier qu'il a rencontré enfant et qu'il admirait. Il se met à sa recherche pour mettre sur pied un feu d'artifice digne de ce nom.

## Réception
Lors de sa première diffusion l'épisode a attiré 3,28 millions de téléspectateurs.